# Luise Malzahn
Luise Malzahn (ur. 9 czerwca 1990) – niemiecka judoczka. Olimpijka z Rio De Janeiro 2016, gdzie zajęła piąte miejsce w wadze półciężkiej.
Brązowa medalistka mistrzostw świata w 2015; uczestniczka mistrzostw w 2010, 2011, 2013, 2014, 2018 i 2019. Startowała w Pucharze Świata w latach 2009–2011, 2013 i 2019. Zdobyła trzy medale na mistrzostwach Europy w latach 2011–2020. Druga na igrzyskach europejskich w 2015 i piąta w 2019 roku.
Siostra Claudii Malzahn, judoczki i olimpijki z Londynu 2012.

## Letnie Igrzyska Olimpijskie 2016
| Konkurencja | Rundy eliminacyjne       | Rundy eliminacyjne   | Repasaże               | Finały                   | Klas. końcowa |
| Konkurencja | Przeciwnik I             | 1/4                  | Przeciwnik I           | O 3 miejsce              | Miejsce       |
| ----------- | ------------------------ | -------------------- | ---------------------- | ------------------------ | ------------- |
| 78 kg       | Daria Pogorzelec (POL) Z | Mayra Aguiar (BRA) P | Natalie Powell (GBR) Z | Anamari Velenšek (SLO) P | 5.            |